# Wu Yonggang
Wu Yonggang (xinès simplificat: 吴永刚) (Xangai 1907 - 1982) director de cinema. Un dels membres destacats de la Quarta Generació del cinema xinès.

## Biografia
Wu Yonggang va néixer l'1 de novembre de 1907 a Wu (Xanghai) província de Jiangsu. Va estudiar a l'escola de Kaifeng, en les dates del Moviment del Quatre de Maig, on es va interessar per la literatura occidental (Dickens i altres) i també va estudiar a l’Acadèmia de Belles Arts. Va començar a treballar al cinema als dinou anys, a Lily (Baihe) Film Company i aviat va ser descobert per Shi Dongshan, que el va ascendir a escenògraf.
El seu deut com a director l'any 1934, amb la pel·lícula The Goddess (神女)produïda pels estudis Lianhua, representa les virtuts de l'edat d'or del cinema de Xanghai, i va incorporar una gran representació de l'actriu Ruan Lingyu amb un dels més memorables retrats sobre la dona en la cinematografia xinesa. El títol original "The Goddess, Shen nü", significa deessa, una forma irònica de referir-se a les nombroses prostitutes de la ciutat de Xanghai. La Filmoteca de Catalunya, el maig de 2017 la incloure en el cicle "Inèdits xinesos en femení". (The Goddes (pel·lícula de 1934) i el 75è Festival Internacional de Cinema de Berlín la va seleccionar per la secció Berlinale Classics.
Després va dirigir 小天使 (Little Angel) (1935), basat en un guió premiat.
Tot i que el seu nom s’associa sovint amb pel·lícules d’esquerres, Wu era un artista socialment conscient en termes més amplis. A 浪淘沙 (The Desert island), Wu va buscar un humanisme comú que pogués unir la gent i va lamentar les divisions provocades per la consciència de classe. Tot i això, quan es tractava d’atacs estrangers contra la Xina, Wu era un nacionalista acèrrim. Les pel·lícules de Wu es van fer més diverses durant el període 1937-41, amb continguts humorístics, d'acció i drames romàntics.Finalment, Wu va anar a Chongqing, on va treballar a Nationalist Central Film Studio .

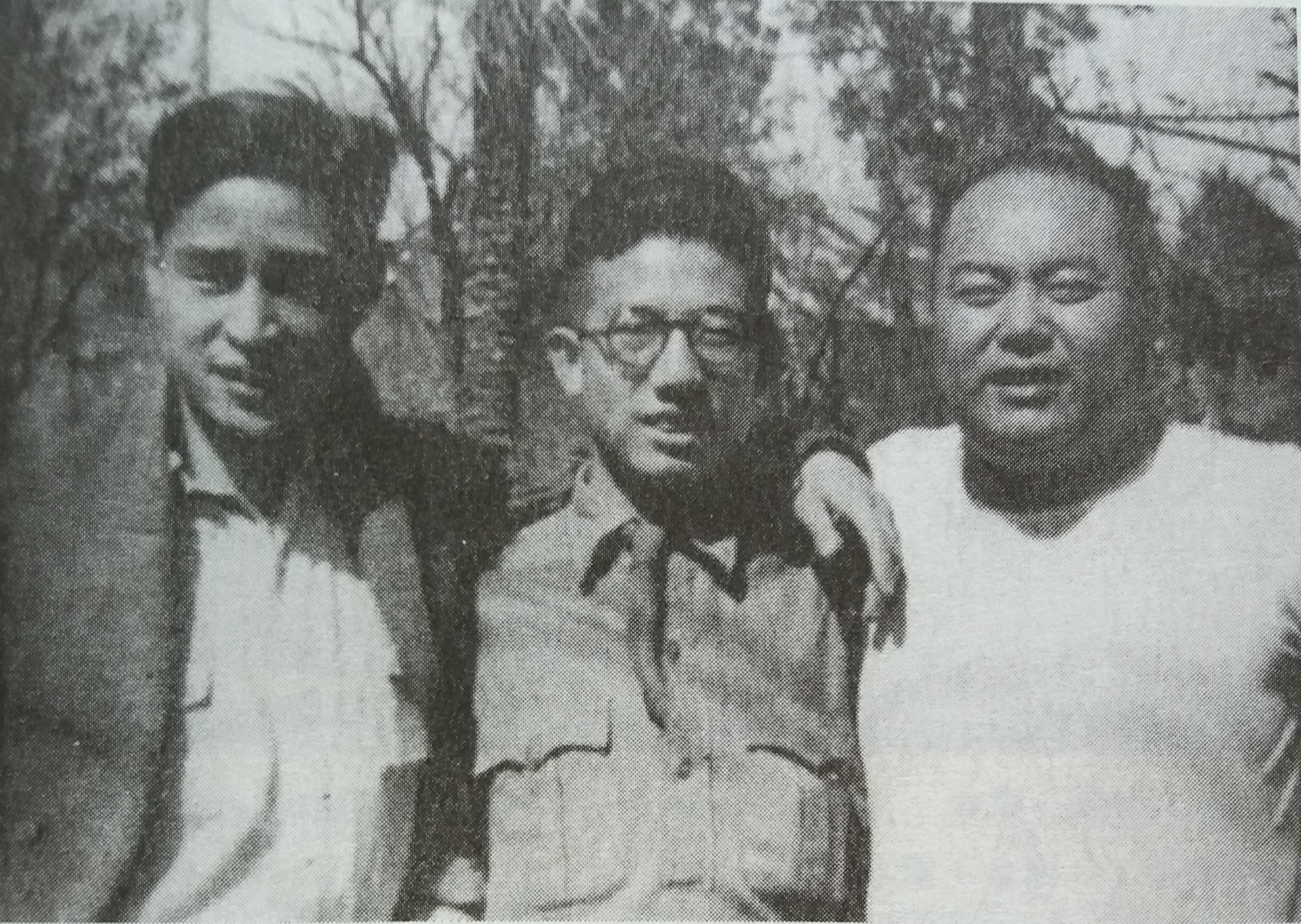
Jinn Yan (esquerra) Wu Yonggang (mig) Zhang Zhizhi (dreta)

El 1957, Wu va escriure un assaig que criticava el control excessiu del partit sobre la indústria del cinema. Va ser qualificat de dretà i se li va privar de qualsevol oportunitat per dirigir més pel·lícules. (No va poder fer una altra pel·lícula fins al 1962).
La darrera pel·lícula de Wu, 巴山夜雨 (Evening Rain) s'ha considerat una de les mostres més sensibles del "cine de les cicatrius" i el debut com a director de Wu Yigong un dels membres més destacats de la Quarta Generació i president de la Shanghai Film Studio. Malgrat que el film narra aspectes sobre la Revolució Cultural, Wu va evitar qualsevol tipus de crítica i intenta comprendre les circumstancies de cada personatge. La pel·lícula va rebre el Premi Golden Rooster Awards (Jinji Jiang) a la millor pel·lícula de l'any 1881.
També se'l ha inclòs entre els directors com Fei Mu, Sang Hu i altres que van dirigir pel·lícules del gènere anomenat "opera film".
Va morir el 18 de desembre de 1982.

## Filmografia destacada
| Any  | Títol anglès                     | Títol xinès  |
| 1934 | The Goddess                      | 神女         |
| 1935 | Little Angel                     | 小天使       |
| 1936 | The Desert island                | 浪淘沙       |
| 1936 | The Pioneers                     | 壮志凌云     |
| 1938 | Rouge Tears                      | 胭脂泪       |
| 1946 | Loyal Family                     | 忠义之家     |
| 1947 | Waiting for Spring               | 迎春曲       |
| 1947 | Decision of a Lifetime           | 终生大事     |
| 1950 | The Far Away Village             | 遥远的乡村   |
| 1952 | Hasen and Jiamila                | 哈森与加米拉 |
| 1956 | Qiu Meets the Goddess of Flowers | 秋翁遇仙记   |
| 1958 | Lin Chong                        | 林冲         |
| 1981 | Evening Rain                     | 巴山夜雨     |